# Julius Hübner
Pour les articles homonymes, voir Hübner.
Rudolf Julius Benno Hübner, né à Oels en Silésie le 27 janvier 1806 et mort à Loschwitz le 7 novembre 1882, est un peintre prussien de l'école de Düsseldorf.
Il a comme élève Louis Ammy Blanc.